# Bulbophyllum zambalense
Bulbophyllum zambalense är en orkidéart som beskrevs av Oakes Ames. Bulbophyllum zambalense ingår i släktet Bulbophyllum och familjen orkidéer. Inga underarter finns listade i Catalogue of Life.